# Critiche ai Testimoni di Geova
Le dottrine, il comportamento e l'organizzazione dei testimoni di Geova hanno dato origine a numerose polemiche.
Due sono gli aspetti maggiormente oggetto di critica: il ricorso a traduzioni della Bibbia ritenute infedeli e funzionali ad avallare le credenze dei testimoni e la struttura verticistica della loro congregazione, e il carattere settario della medesima, entro cui, come lamentano vari ex testimoni, i fedeli si troverebbero in una situazione di condizionamento mentale. Le critiche più aspre provengono da ex aderenti alla congregazione.
La congregazione dei testimoni di Geova ha risposto a talune di queste critiche, mentre altre non sono state nemmeno prese in considerazione poiché ritenute dicerie di disassociati.

## Controversie e questioni di carattere sociale

### Il carattere settario
La congregazione dei testimoni di Geova è stata definita una setta: il Rapporto Guyard del 1995, un documento del Parlamento francese sulle sette, la definiva tale (tuttavia nel 2000 la Francia ha giuridicamente riconosciuto i testimoni di Geova come religione a tutti gli effetti) e la Relazione sulle sette nell'Unione europea del 1997, oltre a citare diverse volte i testimoni di Geova, ricordava come in Grecia i testimoni fossero l'unica setta riconosciuta in quanto tale. Parimenti, autori come Anthony A. Hoekema, Ron Rhodes e Alan W. Gomes hanno espresso tale convinzione. Nel 2012 Hervé Machi, segretario generale della Missione interministeriale per la vigilanza e la lotta contro le derive settarie, ha affermato che in Francia, pur non esistendo sette, i testimoni di Geova presentano un certo numero di problemi che sono caratteristici di una deriva settaria.
Di settario nei testimoni di Geova i critici rilevano alcuni aspetti:
- Il carattere di separazione che vivono gli aderenti rispetto al mondo esterno. Essi perseguono esplicitamente la separazione dal mondo[16][17], estraniandosi dalla società politica e dall'ambito economico[18][19], considerati corrotti, nonché dalle altre organizzazioni religiose, giudicate erronee. È scoraggiato (nonché causa di perdita dei 'privilegi' nella congregazione) intraprendere profonde relazioni sociali con le persone del mondo, ovverosia i non testimoni, se non nei limiti del vivere quotidiano, in quanto solo i testimoni accederanno alla vita eterna, mentre tutti gli altri sono destinati alla distruzione[20]. Viene sconsigliato loro di sposarsi o fidanzarsi con non testimoni; è vietato avere qualsiasi tipo di rapporto sociale con disassociati[21], cioè coloro che sono stati espulsi dalla congregazione. Gli interessi del Regno prevalgono su ogni altro interesse. Ogni aspetto della vita della persona, come ad esempio tutto ciò che attiene alla scelta universitaria, è assolutamente secondario rispetto all'avvento del Regno[2][22]. Più in generale la vita del testimone di Geova appare condizionata dalla convinzione che il mondo attuale (inteso come società e non in senso fisico) è destinato ad avere termine, con conseguente rischio di fatalismo[22][23].
- L'esistenza marginale del dissenso nei confronti della congregazione e degli insegnamenti che questa diffonde. Un eventuale dissenso può essere manifestato solo attraverso forme codificate e può portare alla disassociazione[24], cioè l'espulsione dai testimoni di Geova: il dissenso è oggetto di biasimo, sia che concerni questioni dottrinali, sia che riguardi l'organizzazione o il Corpo direttivo, anche perché all'atto del battesimo, sulla base della formula adottata nel 1985[25], il battezzando dichiara "pubblicamente di riconoscere l'Organizzazione diretta dallo spirito di cui Geova si serve, equivalendo ad un implicito riconoscimento "legale" dell'Organizzazione"[26]. Inoltre la Società Torre di Guardia sconsiglia ai testimoni di Geova di leggere pubblicazioni "apostate" ovvero critiche verso le dottrine della Società[27]. I testimoni di Geova devono attenersi alle indicazioni che vengono dal Corpo direttivo e diffuse attraverso le loro pubblicazioni, ivi compresi i divieti formulati sulla base dell'interpretazione che lo stesso Corpo direttivo fa e ha fatto della Bibbia. Non tutti peraltro sono espliciti. Secondo i testimoni, ci sono disposizioni biblicamente precise da seguire, e se qualcuno viene a conoscenza di un peccato grave commesso da un confratello, innanzitutto deve invitare chi l'ha commesso a confessarlo e, se l'invito viene disatteso, portare la questione dinnanzi agli anziani[28]. I critici affermano che tale comportamento costituirebbe una vera e propria rete di controllo[29]. Tra i divieti si enumerano: il divieto di festeggiare feste diverse dalla Commemorazione o Pasto serale del Signore[30], di partecipare alla vita politica (non debbono pertanto votare, né possono candidarsi o assumere incarichi politici; non possono rivolgere il saluto alla bandiera[31][32]) o militare di uno Stato (non possono prestare servizio militare, né impugnare armi), di accettare trasfusioni di sangue con l'eccezione degli emoderivati, di possedere oggetti che richiamino credenze occulte. L'essere testimone di Geova non può prescindere dall'appartenere alla Congregazione e dal sottostare ai suoi precetti, poiché non c'è salvezza fuori dall'Organizzazione. Non è sufficiente credere in Dio, nella Bibbia ed in Gesù Cristo, ma bisogna accettare tutte le dottrine [leggi, norme, interpretazioni] previste dall'Organizzazione[33]. Chi non vi si conforma può esserne espulso mediante disassociazione o può, in caso di violazioni meno gravi, subire un'ammonizione.
- La pratica della disassociazione, ovverosia dell'espulsione dalla congregazione per grave violazione di uno dei precetti dottrinali. La pena per chi non si attiene alle norme dottrinali è, in ultima analisi (se uno non si pente) l'espulsione dalla congregazione, alla quale consegue l'impossibilità di avere alcun tipo di contatto sociale con gli altri aderenti, siano pure familiari (si ammettono eccezioni solo per quanto riguarda i familiari stretti conviventi, rimanendo tuttavia proibito avere rapporti di natura spirituale e religiosa con il disassociato), venendo di fatto isolato dalla comunità (non bisogna avere alcun tipo di rapporto - neanche un saluto - con chi si è allontanato dalla Società[21][34]). Come ogni precetto, anche la disassociazione si ritiene derivi dal "volere di Dio". I critici, invece, sostengono che si tratti del tentativo di isolare dai testimoni di Geova il disassociato al fine di impedire che altri possano valutare attentamente le motivazioni per cui il "disassociato" o la "disassociata" sono diventati tali ed evitare così possibili influenze[35]. La stessa Torre di Guardia nel 1988 scriveva: «eliminate il vecchio lievito, affinché siate una nuova massa, secondo che siete liberi da fermento». (1 Corinti 5:7) Evitando anche coloro che si sono volontariamente disassociati, i cristiani sono protetti da possibili idee critiche, indifferenti o persino apostate. - Ebrei 12:15, 16.[36]. I testimoni, dal canto loro, affermano che l'espulsione è un mezzo per salvaguardare la purezza dottrinale e morale dell'organizzazione. L'esercizio di questo potere, secondo quanto affermano, è necessario per garantire l'esistenza stessa dell'organizzazione e che la disassociazione viene operata con amore e rispetto. Il provvedimento della disassociazione non comprometterebbe, secondo i testimoni, in alcun modo i diritti fondamentali della persona come la sua dignità e la sua riservatezza, inoltre la persona disassociata può presentare appello più volte[37].

#### Le accuse di condizionamento mentale
Autori come Raymond Franz, ex membro del Corpo direttivo, ritengono che i testimoni di Geova abbiano le caratteristiche proprie di quelle religioni che esercitano il controllo mentale e anche se all'interno della organizzazione non si pratica l'isolamento fisico, comunque si attua un isolamento mentale.
Analoga posizione hanno altri ex aderenti.

#### Autoritarismo, verticismo e diniego della libertà di parola
La dottrina e l'interpretazione della Bibbia all'interno del movimento dei testimoni di Geova sono di competenza esclusiva del Corpo direttivo, il quale non è tenuto a consultare né a tenere in considerazione le opinioni dei fedeli o degli anziani. La religione dei testimoni di Geova non tollera in nessun modo il dissenso, le critiche, le opinioni divergenti o la richiesta di chiarimenti né da parte dei membri della congregazione né da parte di coloro che non ne fanno parte, considerati apostati, riguardo alla dottrina e alle pratiche del movimento; i fedeli che si oppongono alle decisioni del Corpo direttivo, vengono disassociati dalla congregazione, e quindi espulsi.
I disassociati Heather e Gary Botting hanno paragonato i paradigmi culturali della religione dei testimoni di Geova al romanzo distopico 1984 di George Orwell, dove viene descritta una dittatura nella quale vengono meccanicamente regolate l'informazione, il pensiero e la vita di tutti i membri della società.
La leadership del movimento è stata descritta come autocratica e totalitaria; le critiche si incentrano sulla richiesta della Società Torre di Guardia ai propri fedeli di obbedienza e fedeltà, sull'intolleranza al dissenso e all'aperta discussione di pratiche e principi dottrinali e sulla pratica di espellere e isolare coloro che non aderiscono alle prescrizioni del movimento.
Attraverso le sue pubblicazioni, la Società Torre di Guardia stessa cerca fortemente di dissuadere i testimoni di Geova dal farsi domande o dall'avere dubbi sulle dottrine o sul consiglio, giustificando tali affermazioni dicendo che la Società dev'essere reputata come l'organizzazione di Dio.

La Torre di Guardia inoltre avverte i testimoni di evitare il pensiero indipendente, affermando che tale modo di pensare venne introdotto da Satana il Diavolo e potrebbe causare divisione.

Coloro che apertamente dissentono o sono in disaccordo con gli insegnamenti ufficiali della Torre di Guardia e del Corpo direttivo vengono condannati come apostati che sono malati mentalmente, ed espulsi dalla congregazione.
Raymond Franz ha accusato gli organi direttivi del movimento di non sopportare le critiche e di cercare di mettere a tacere le differenze di punti di vista all'interno dell'organizzazione e di sacrificare la libera coscienza personale per favorire l'esigente conformità del movimento. Franz afferma che tale posizione fu confermata nel 1954 quando, innanzi a un tribunale scozzese, il legale della Torre di Guardia disse dei testimoni di Geova: noi dobbiamo restare uniti... uniti a ogni costo.
Il sociologo delle religioni James A. Beckford ha fatto notare come la Torre di Guardia richiede uniformità di credenze nei suoi membri, mentre George D. Chryssides ha rilevato che le pubblicazioni dei testimoni insegnano che le coscienze degli individui sono inaffidabili e devono quindi essere subordinate alle scritture e alla Torre di Guardia.
Il sociologo Andrew Holden ha affermato che ai testimoni di Geova viene insegnata la loro teologia in modo meccanicistico, imparandola quasi a memoria.
Raymond Franz e altri hanno descritto delle riunioni religiose dei testimoni di Geova come "catechistiche" sessioni di domande e risposte, in cui domande e risposte sono entrambe fornite dall'organizzazione, mettendo pressione sui membri per ribadire le sue opinioni. Gli ex aderenti Heather e Gary Botting hanno affermato che ai testimoni viene detto cosa devono sentire e pensare e che coloro che esprimono punti di vista differenti sono visti con sospetto. Raymond Franz ha anche affermato che la maggior parte dei testimoni di Geova ha paura a esprimere critiche, in quanto temono di essere accusati di mancanza di lealtà nei confronti dell'organizzazione.

Degli autori hanno messo in evidenza la frequenza con cui la Torre di Guardia avverte contro i pericoli del pensiero indipendente, concetto che include anche il mettere in discussione le sue pubbliche decisioni o gli insegnamenti, oltre che la possibilità per i membri di intraprendere studi accademici della Bibbia indipendenti dalle istruzioni della Torre di Guardia. La Torre di Guardia inoltre stabilisce che i membri non debbano leggere le critiche che gli apostati muovono all'organizzazione o materiale pubblicato da altre religioni.
Heather e Gary Botting hanno dichiarato: i testimoni di Geova non tollerano critiche dall'interno come molti membri che hanno provato a esprimere un proprio punto di vista circa gli insegnamenti dottrinali hanno scoperto con disappunto. James Beckford ha osservato che l'organizzazione nega legittimità a ogni forma di critica e che l'abitudine di mettere in discussione la dottrina ufficiale è strenuamente combattuta a tutti i livelli. Ai testimoni viene detto di essere sotto costante sorveglianza all'interno della congregazione e sono soggetti a un sistema disciplinare che incoraggia la delazione.

### Affiliazione dei Testimoni di Geova all'ONU
I Testimoni di Geova affermano che l'ONU è "l'immagine della bestia" descritta in Apocalisse 13,1-18 e "l'abominio della desolazione" in Matteo 24,15.
Nel 2001 una campagna di stampa internazionale, iniziata con tre articoli del Guardian britannico, comunicava come da circa un decennio la Società Torre di Guardia fosse un'ONG registrata all'ONU. La campagna fu ripresa da altri media: in Portogallo il quotidiano Publico il 20 ottobre pubblicava un articolo di António Marujo contenente un'intervista a Pedro Candeias, responsabile locale dei Testimoni di Geova, in cui spiegava che "La registrazione tra le ONG è stata fatta al solo scopo di provvedere aiuto umanitario e di difendere i diritti umani in diversi paesi del mondo. Il nostro gruppo riveste un ruolo importante nell'assistenza alle popolazioni di paesi come l'Angola, la Bosnia, la Georgia, il Ruanda ed altri paesi sia africani che latino americani. Raggiungerli è spesso difficile e, per questa ragione, è stato necessario registrare la WTBTS presso le Nazioni Unite". In Italia apparve il 23 novembre sul Quotidiano Nazionale un articolo a firma di Chiara Bini, raccogliendo le accuse di ex affiliati al movimento Il forum del Guardian fu preso d'assalto dai lettori: emerse come all'interno della congregazione probabilmente nessuno sapesse dell'affiliazione.
Due giorni dopo l'uscita dell'articolo del Guardian l'ufficio stampa inglese dei Testimoni di Geova rilasciò un comunicato che affermava quanto segue:
Nel 1991 una delle nostre società legali si è registrata presso le Nazioni Unite come ONG (organizzazione non governativa) al solo scopo di avere accesso alla vasta biblioteca delle Nazioni Unite. Questo ha permesso a uno scrittore, che ha ricevuto una carta d'identità, di accedere alla loro biblioteca per scopi di ricerca e di ottenere informazioni che sono state utilizzate per scrivere articoli sulle Nazioni Unite nelle nostre riviste. Non c'era nulla di segreto.
Al momento della richiesta iniziale non era richiesta alcuna firma sul modulo. Anni dopo anni dopo, all'insaputa del Corpo Direttivo dei Testimoni di Geova, le Nazioni Unite pubblicarono i "Criteri per l'associazione", stabilendo che le ONG affiliate sono tenute a sostenere gli obiettivi delle Nazioni Unite.
Dopo aver appreso la situazione, la nostra affiliazione come ONG è stata ritirata e la carta d'identità di chi scrive è stata restituita.»
Le motivazioni dell'uscita dall'ONU sono quindi state spiegate in relazione ai mutati criteri di affiliazioni di una ONG: in particolare, affermano i Testimoni di Geova, nel 2000 i criteri erano diventati per loro inaccettabili, con particolare riferimento al mutamento dei criteri di associazione e al fatto che i moduli iniziali, pur dovendo essere compilati, non richiedevano alcuna firma.
L'11 ottobre 2001, il capo della sezione ONG del Dipartimento pubblica informazione delle Nazioni Unite, Paul Hoeffel, scrisse una nota ufficiale in cui si afferma che già nel 1991 i Testimoni di Genova, avendo chiesto di essere associati al Dipartimento pubblica informazione (DPI), si erano impegnati a rispettare i criteri di ammissione, "incluso il sostegno e il rispetto per i principi della Carta delle Nazioni Unite",  nota che venne riscritta il 4 marzo 2004 approfondendo le spiegazioni su come una ONG diventa associata al DPI.
Alcuni critici, ex testimoni di Geova, come James Penton e Sergio Pollina hanno cercato di mettere in risalto le contraddizioni legate alle motivazioni offerte dai Testimoni di Geova:
- non è ammissibile che l'ONU, motu proprio, accetti l'adesione di una ONG senza alcuna sottoscrizione.
- l'accreditamento come ONG va rinnovato anno dopo anno. Nel caso quindi dei Testimoni di Geova ciò è avvenuto per nove volte. Negli anni si sono susseguiti diversi documenti e comunicati stampa che esplicitavano che una ONG dovesse conformarsi a principi e sostenere lo statuto dell'ONU.

### Opinioni sulla salute mentale
Per molto tempo i testimoni di Geova, ipotizzando che in alcuni casi i disturbi mentali fossero riconducibili ad influenze demoniache,  hanno scoraggiato il ricorso a terapie psichiatriche e psicologiche, preferendo la guida degli anziani  ed esitando quindi a rivolgersi ai professionisti della salute mentale a causa della tendenza a interrompere i rapporti con persone estranee alla congregazione. Da decenni tuttavia i testimoni di Geova hanno riconosciuto che "gli specialisti possono curare efficacemente molti disturbi mentali" e raccomandano di attenersi alle terapie prescritte dagli specialisti qualificati.
Si è ipotizzato che rischi per la salute mentale derivino dalle caratteristiche totalizzanti, fusionali e autoritarie della congregazione, dalla difficoltà con cui affronta le accuse di eventuali abusi fisici e sessuali avvenuti al suo interno, dalla considerazione della sessualità e dell’omosessualità come peccato e dalla struttura organizzativa e familiare di tipo patriarcale e dove le donne sono private di potere decisionale. Inoltre la pratica di interrompere i rapporti sociali con chi abbandona o è espulso dai testimoni di Geova può essere fonte di grave sofferenza psichica e di danni alla salute mentale, come sottolinea anche Adriano Fontani, fondatore del Coordinamento nazionale dei fuoriusciti dai testimoni di Geova, secondo il quale il "clima opprimente e totalitario e il crudele isolamento per gli 'ex' possono causare seri danni emotivi e mentali, pressioni ed abusi psicologici talvolta insopportabili". Anche se l'ipotesi che il tasso di malattie mentali nei Testimoni di Geova sia più alto è stata formulata nella letteratura medica e psicologica e nella monografia scritta da un ex aderente, non ci sono studi che dimostrino alcuna di queste tesi né che dimostrino una correlazione positiva tra appartenenza ai testimoni di Geova e propensione a sviluppare disturbi mentali in generale.

### Immagini subliminali
Alcuni parlamentari italiani proposero un'interrogazione parlamentare il 12 novembre 1998 affermando che "nei testi delle suddette pubblicazioni [dei testimoni di Geova], a detta di «esperti», sarebbero contenuti messaggi subliminali, atti a favorire il plagio dei lettori". La stessa Società Torre di Guardia sembra fosse già consapevole di queste critiche rivoltele, perché nel 1984 prese posizione in merito come segue:
Avete contribuito anche voi a diffondere una di queste notizie? Se lo avete fatto, avete divulgato — forse involontariamente — una falsità, dato che erano tutte false. La diceria relativa alle pubblicazioni della Società ha fatto danno ed è stata una calunnia nei confronti di quei cristiani zelanti che lavorano tante ore per produrre disegni che rendono tanto attraenti le riviste, gli opuscoli e i libri. Ciò era tanto ridicolo come lo sarebbe dire che Dio, nel creare i corpi celesti, abbia fatto la luna in modo da assomigliare alla faccia di un uomo.»
()
Oggi si ritiene che queste presunte immagini subliminali siano semplici casi di pareidolia.

### Abusi sessuali e pedofilia nei testimoni di Geova
Molti critici hanno accusato i testimoni di Geova di aver adottato delle politiche organizzative strategiche per nascondere o rendere più difficoltose le denunce di abusi sessuali e violenza sessuale su minori subiti dai membri all'interno della congregazione.
A numerose vittime di questi abusi venne infatti ordinato dagli anziani della loro comunità di rimanere nel silenzio e di non denunciare niente a nessuno, in modo tale da evitare lo scandalo per l'organizzazione. Nonostante ciò i testimoni di Geova affermano di non aver mai impiegato queste misure criminali e che agli anziani viene richiesto di denunciare gli abusi alle autorità quando ci sono prove del loro avvenimento e quando ciò è richiesto dalla legge.
Nel 1997 l'Ufficio della Pubblica Informazione dei Testimoni di Geova ha pubblicato la norma scritta per gli anziani, in cui si attesta che essi devono denunciare le accuse di abuso su minori alle autorità se si è costretti dalla legge, anche se il molestatore in questione fosse solo un testimone. I membri all'interno dei testimoni di Geova che hanno abusato sessualmente di bambini non possono ricoprire nessun incarico all'interno della organizzazione. A meno che i molestatori non si pentano di ciò che hanno fatto e lo dimostrino, queste persone vengono generalmente disassociate e cacciate dall'organizzazione.
Nel 2002 quattro testimoni di Geova hanno criticato pubblicamente l'organizzazione per la copertura degli abusi sessuali perpetrati da parte di famigliari o membri della congregazione stessa, e di non aver denunciato questi crimini alle autorità competenti; la risposta degli anziani è stata la minaccia di scomunica.
Nel giugno 2012 la Corte Suprema di Alameda, California, ha ordinato alla Società Torre di Guardia di pagare la somma di 28 milioni di dollari di risarcimento, dopo che era stato scoperto che le politiche interne della Società Torre di Guardia non permettevano di rivelare la presenza di testimoni con un passato da molestatori sessuali o da pedofili agli altri membri dell'organizzazione, né di denunciare gli abusi sessuali avvenuti nelle loro congregazioni alle autorità; una delle conseguenze di tutta questa segretezza fu l'abuso sessuale da parte di un testimone di Geova su una bambina di 9 anni all'interno di una loro congregazione nel 1994, e lo stesso testimone di Geova ha nuovamente abusato di un'altra bambina nel 2004.
In Italia, durante la puntata del 26 marzo 2014 del programma televisivo Le Iene, viene mandato in onda un servizio d'inchiesta in cui vengono intervistate delle persone vittime di abusi sessuali da parte dei loro parenti e intimidite dagli anziani di non rivelare niente alle forze dell'ordine ma solo di "chiedere perdono", come se fossero state loro le carnefici delle violenze che hanno subito.
Sempre nel 2014 ci sono stati vari scandali di abusi sessuali e pedofilia tra i testimoni di Geova dei paesi anglosassoni. Il 28 giugno il tabloid britannico Daily Mirror denuncia il caso giudiziario dell'anziano dei testimoni di Geova Mark Sewell, il quale ha abusato sessualmente di 17 donne, anche minorenni, in Inghilterra tra il 1987 e il 1996, nella congregazione di Barry, South Glamorgan in Galles; è stato dichiarato colpevole di 8 molestie sessuali e di 2 stupri, il primo di una donna adulta rimasta purtroppo incinta, e il secondo di una bambina di 12 anni. È stato condannato a scontare 14 anni di carcere.
Due donne il 30 settembre 2014 hanno fatto causa alla Società Torre di Guardia e alla congregazione Bellows Falls dei testimoni di Geova del Vermont (Stati Uniti) per abusi sessuali a cui sono state sottoposte da uno dei ministri di culto, Norton True, negli anni novanta, quando erano ancora minorenni. Hanno inoltre affermato che la congregazione non ha fatto nulla per proteggerle, nonostante il fatto che la loro madre avesse esposto la vicenda agli anziani.
Il 28 ottobre 2014 emerse il caso di 6 testimoni di Geova che avevano denunciato le molestie e gli abusi sessuali di diversi anziani delle Sale del Regno presenti nel Texas settentrionale, avvenuti durante gli anni novanta. Uno di questi anziani, Reginald Tyrone Jackson, aveva già precedenti penali per molestie su minori ed era stato in carcere per 10 anni. Tali casi di pedofilia non vennero mai riportati alle autorità prima di questa causa legale.
Nello stesso anno in California un magistrato di San Diego ha riconosciuto i testimoni di Geova colpevoli di insabbiamento di numerosi abusi sessuali e atti pedofili commessi da un anziano della congregazione di San Diego, Gonzalo Campos, accusandoli di averlo coperto per svariati anni. La Corte superiore della città ha condannato il Corpo direttivo della Società Torre di Guardia di New York a pagare 13,5 milioni di dollari come risarcimento per i danni fisici subiti nel 1986 da un minorenne abusato da Campos. Lo stesso Campos ha ammesso di aver abusato sessualmente di numerosi minorenni.
Un'indagine condotta nel 2015 dal reporter statunitense Trey Bundy del Center for Investigative Reporting ha portato alla luce migliaia di documenti prodotti dalla Società Torre di Guardia in cui sono presenti istruzioni per gli anziani dei testimoni di Geova per tenere nascosti, sia alle Forze dell'ordine sia agli altri testimoni di Geova, i casi di pedofilia e abusi sessuali avvenuti all'interno della congregazione per 25 anni; la Torre di Guardia si appella inoltre al Primo Emendamento della Costituzione degli Stati Uniti per evadere procedimenti giudiziari correlati a tali abusi.

## Questioni dottrinali
Diverse questioni dottrinali così come riportate dai Testimoni di Geova sono oggetto di dibattito e critica.

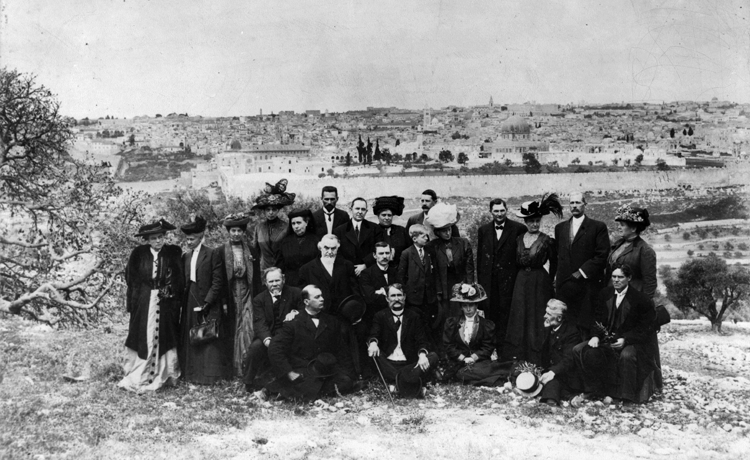
C.T Russell e J.F. Ruterford a Gerusalemme nel 1910.

### Rifiuto di considerare i testimoni di Geova cristiani
I testimoni di Geova non sono riconosciuti come cristiani da gran parte delle altre confessioni cristiane a causa principalmente del loro rifiuto della Trinità, che, secondo il loro credo, non è un insegnamento biblico.
In ambito cattolico ed evangelico il rifiuto è motivato anche dall'approccio al testo biblico dei testimoni: secondo la Chiesa cattolica essi ne danno un'interpretazione troppo letterale e fondamentalistica, mentre le chiese evangeliche lamentano il ricorso a libri o pubblicazioni non biblici (in epoca passata principalmente scritti dei primi due vertici della congregazione, C. T. Russell e J. F. Rutherford, attualmente soprattutto pubblicazioni del Corpo direttivo) per commentarla e interpretarla e il ricorso selettivo, nel definire le proprie posizioni dottrinali, soltanto ad alcuni passi, versetti o libri della Bibbia, trascurandone e ignorandone altri ben più importanti, oltre che il contesto generale in cui essi sono inseriti.
I testimoni di Geova, così come la Chiesa cattolica, non fanno parte del Consiglio Ecumenico delle Chiese, l'organo principale che raduna le differenti chiese cristiane nel mondo, sebbene non risulti comunque che abbiano richiesto di aderire a questa associazione ecumenica interconfessionale a differenza della Chiesa Cattolica che, pur essendo invitata a farne parte, ha rifiutato, accettando solo di collaborare a un gruppo congiunto di lavoro.

#### Rifiuto della Trinità
I testimoni di Geova credono che Gesù sia il Cristo, ma non lo riconoscono come una delle tre Persone di Dio:
(Watchtower Bible and Tract Society)

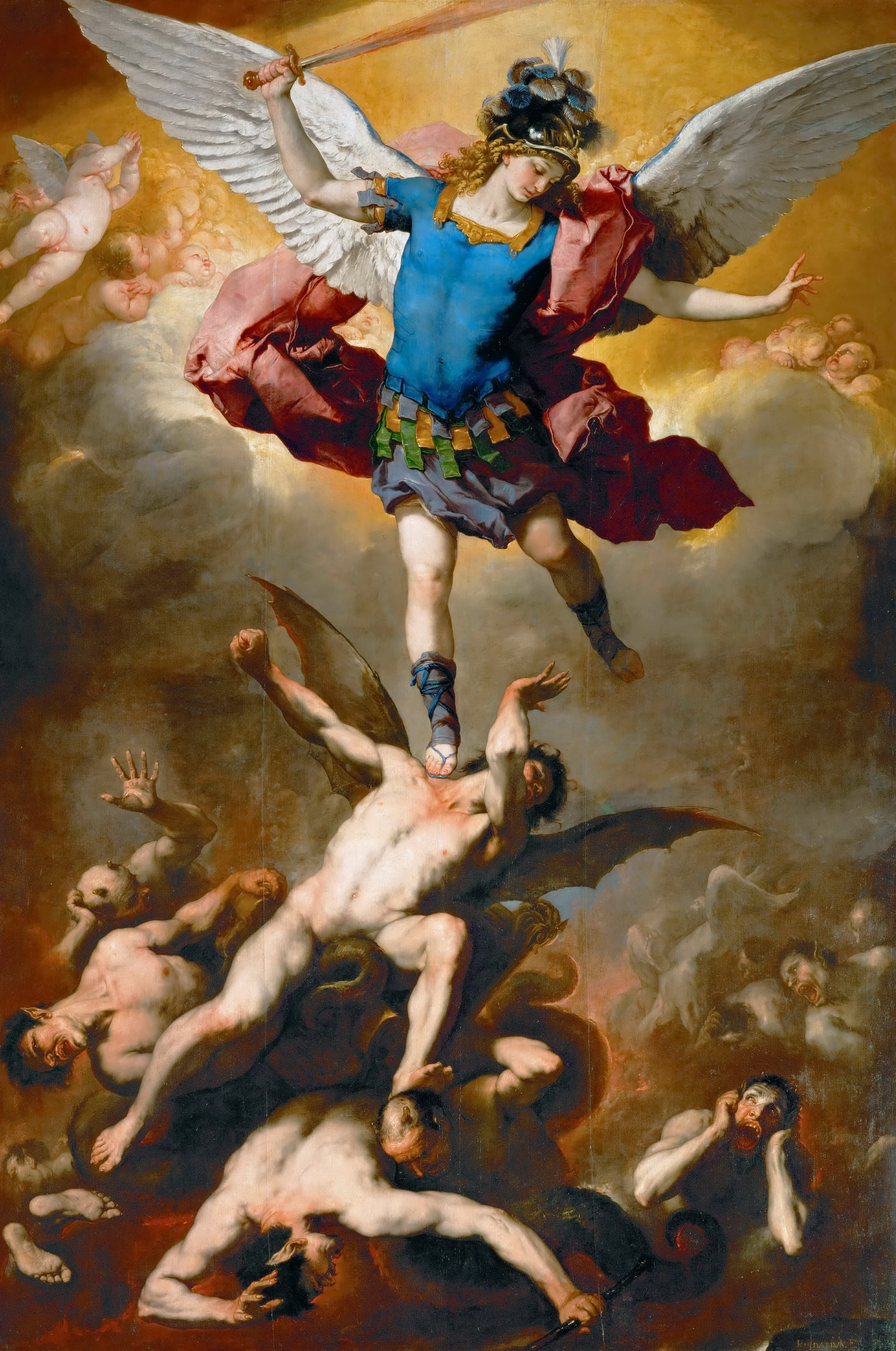
Secondo l'interpretazione letterale dei testimoni di Geova, Gesù in realtà sarebbe l'arcangelo Michele, prima di diventare umano e dopo la resurrezione

Egli sarebbe la prima creatura di Dio: ne consegue che non esisterebbe da sempre né sarebbe pari al Padre, in quanto da Lui creato. Avrebbe partecipato, in quanto "Parola di Dio", con la quale viene identificato, al processo creativo del mondo, grazie a una "forza attiva" che viene dal Padre e che viene identificata con lo Spirito Santo delle altre confessioni cristiane, di cui si nega pertanto e parimenti la divinità, in quanto mero attributo divino e non Persona della Trinità. Gesù a differenza di Geova, ha sperimentato la morte e ha partecipato alla creazione solo in virtù di una "forza attiva", di un potere creativo, derivatogli dal Padre. Prima di incarnarsi, Gesù era noto come "la Parola di Dio"; incarnatosi, perì, riscattando l'umanità corrotta dal peccato originario con la sua vita perfetta senza peccato.
In particolare i testimoni identificano Gesù con l'arcangelo Michele; affermano quindi che Gesù è un angelo, anzi il primo degli angeli (arcangelo), capo dell'esercito angelico che combatterà contro il Demonio e il suo esercito "alla fine dei tempi", nel momento indicato dal libro dell'Apocalisse (termine greco che in italiano significa "Rivelazione").
Infine dichiarano che Gesù è risorto solo spiritualmente:
(Watchtower Bible and Tract Society)
Essi inoltre affermano che Michele è l'"Angelo del Signore" che condusse gli Israeliti nel deserto, e il nome Michele sarebbe un sinonimo di Gesù insieme con le parole "Abaddon" e "il Verbo". Secondo le confessioni e denominazioni cristiane che non fanno parte dei testimoni di Geova, questa interpretazione letterale dei testimoni di Geova sull'identità angelica di Gesù sarebbe in contraddizione con varie parti delle Sacre Scritture, in particolare con la seguente frase della "scrittura greca" di Giovanni, ovverosia la traduzione che i testimoni fanno del Vangelo di Giovanni:
(Gv 10, 27-30 (Traduzione del Nuovo Mondo delle Sacre Scritture))
In Giovanni 1:1 secondo la traduzione dei testimoni di Geova, si legge: "In principio era la Parola, e la Parola era con Dio, e la Parola era un dio"; tra "il Dio" e "un dio" c'è una netta distinzione nella traduzione, poiché l'appellativo utilizzato per il padre, "ho theos", differisce da quello utilizzato per la parola, théos. Illustri ellenisti come Salvatore Quasimodo, traduttore del Vangelo di Giovanni, rendono il suddetto verso così come si trova comunemente nella maggior parte delle versioni della Bibbia: "... e la Parola era Dio".

Nella prima lettera ai Corinzi (8,5-6, versione Cei), si può leggere: ".. ci sono molti dèi e molti signori", quindi, l'apostolo Paolo aggiunge: "per noi c'è un solo Dio, il Padre, dal quale tutto proviene". Interpretando tale passo, i testimoni credono che Paolo si riferisse alla reale esistenza di altri dèi, tra i quali essi annoverano Gesù, e non a una critica delle fedi politeiste. Gesù stesso, pregando questo Dio, disse: 

A tal proposito i testimoni, citando tra l'altro i versetti 27 e 28 del medesimo testo, ritengono che Gesù: 
()
Il rifiuto della Trinità ha motivato l'accusa di ripresa delle idee dell'arianesimo
, che purtuttavia nemmeno per i testimoni è una dottrina corretta, senza risolvere d'altro canto la questione posta da Agostino, ovverosia senza rispondere al seguente quesito, cui le altre confessioni cristiane rispondono ritenendo che Gesù è generato, non creato: se Dio crea attraverso la Parola, come avrebbe "creato" la Parola?
I testimoni ritengono che la dottrina trinitaria derivi dall'influenza esercitata con il tempo dalla filosofia greca sul cristianesimo e che non sia pertanto desumibile dal testo biblico né che fosse creduta dai primi cristiani o insegnata da Gesù. Sostengono inoltre l'origine pagana della dottrina, poiché molti culti pagani credevano in una triade di dèi e che come dottrina fu istituita dalla Chiesa cattolica solo al primo concilio di Nicea, in cui i vescovi Ario e Atanasio competerono sulla dottrina. Alcuni studiosi affermano che la Bibbia non parla di una trinità di dèi.
Tuttavia, le affermazioni dei testimoni di Geova sull'origine greca o pagana della Trinità sono state smentite, a partire dall'inizio del Novecento, dalle scoperte di studiosi biblici, storici delle religioni, storiografi e archeologi biblici che hanno dimostrato come la credenza in più divinità nell'ebraismo fosse presente già nel VI-V secolo a.C. nel giudaismo enochico, corrente di pensiero religiosa del periodo del Secondo Tempio, dalla quale nacquero i primi giudeo-cristiani e gli esseni; Gesù stesso utilizzava un titolo totalmente ebraico e apocalittico, quello di "figlio dell'uomo", per affermare la propria discendenza divina.
Quindi la trinità è un concetto teologico ed escatologico ebraico (quindi non cristiano), in cui non compare nessuna influenza pagana o ellenistica.

### Errori nella traduzione della Bibbia
La traduzione del testo biblico effettuata dai testimoni di Geova e da questi giudicata valida, nota con il nome di Traduzione del Nuovo Mondo delle Sacre Scritture, è stata oggetto di numerose critiche sulla sua attendibilità e coerenza.
In particolare, la critica maggiore verso la Traduzione del Nuovo Mondo delle Sacre Scritture consiste nella manipolazione e modifica di determinati libri della Bibbia attuati dal Corpo direttivo per renderli tendenziosi, e quindi di parte, rispetto alle dottrine e pratiche dei testimoni di Geova.
Gli esponenti del movimento anti-culti, che mirano a demistificare gli errori o il plagio dei nuovi movimenti religiosi e delle moderne sette, accusano i testimoni di Geova di aver manipolato il testo biblico a loro piacimento, con l'obiettivo di far combaciare le scritture della Bibbia agli insegnamenti della Torre di Guardia.
Vari biblisti, ellenisti e studiosi, nonché esponenti di altre confessioni, considerano questa traduzione infedele rispetto al testo originale, che sarebbe stato manipolato e falsificato al fine di conformarlo alle credenze del loro movimento.
Il biblista olandese Anthony A. Hoekema ha affermato che la Traduzione del Nuovo Mondo delle Sacre Scritture dei testimoni di Geova non è resa correttamente, ma incorpora elementi volti a supportare i convincimenti dottrinali degli stessi testimoni.
L'ellenista J. R. Mantey, membro del Seminario Teologico della Chiesa battista, ha asserito che "dopo aver studiato la loro erronea traduzione in centinaia di versetti del Nuovo testamento, si è chiarita in me la convinzione che quando la Scrittura era in disaccordo con i loro particolari insegnamenti, essi deliberatamente l'hanno tradotta in modo erroneo oppure hanno alterato il testo al punto tale che potrebbe sembrare che ci sia qualche apparente sostegno per le loro opinioni non scritturali (...). Ma ciò che è di gran lunga peggio, (...) si sono resi colpevoli di deliberato inganno: ciò rende la loro traduzione detestabile".

#### Inserimento del nome Geova nel nuovo testamento
Un'altra critica è l'inserimento del nome Geova nel nuovo testamento. La Watchtower afferma che la Bibbia è incorrotta e senza omissioni. "I traduttori della Bibbia, ovviamente, hanno commesso errori. Ma nessuno di quegli errori ha corrotto la Bibbia. ... Quindi, la Bibbia è stata corrotta? Enfaticamente, no!" (Torre di guardia 2017 n. 6 p.14).  Nessuna variazione sorprendente o fondamentale è mostrata né nell'Antico o nel Nuovo Testamento. Non ci sono importanti omissioni o aggiunte di passaggi e variazioni che influenzano fatti o dottrine vitali. (Ragioniamo facendo uso delle scritture p. 64). In contraddizione con questa affermazione, la Torre di Guardia sostiene che la parola Geova fu rimossa dal Nuovo Testamento durante il secondo secolo, e che non sono mai stati trovati manoscritti noti con il nome di Geova.
Quando i Cristiani apostati fecero copie delle Scritture Greche Cristiane, evidentemente presero il nome personale di Geova fuori dal testo e lo sostituirono con Kyrios, la parola greca per "Signore" (Torre di Guardia 1 luglio 2010 pagg. 6-7)
"Nessun manoscritto greco antico che possediamo oggi dai libri di Matteo all'Apocalisse contiene il nome di Dio per intero". (Nome divino che durerà per sempre p. 23).
Nonostante abbia confessato che il nome Geova non è mai stato trovato in nessun antico manoscritto greco, la Traduzione del Nuovo Mondo aggiunge la parola Geova più di 200 volte al Nuovo Testamento.  Ciò ha implicazioni dottrinali significative riguardo a Gesù e Geova. La Torre di Guardia viene criticata quando afferma di concordare sul fatto che non vi sono importanti omissioni negli antichi manoscritti biblici e sono ugualmente criticati per essere disonesti nella giustificazione di dove hanno scelto di inserire la parola Geova - (Leggi "Geova nel Nuovo Testamento").

### Negazione dell'immortalità dell'anima
I testimoni di Geova negano la dottrina dell'immortalità dell'anima. Per loro, con la realizzazione del Regno di Dio in Terra, si avrà la resurrezione fisica dei morti, come riportato in Salmo 37:29 (Bibbia del Re Giacomo).
L'interpretazione dei testimoni di questa e altre scritture si basa sul diverso significato delle parole "anima" e "spirito" nelle lingue bibliche originali: secondo i testimoni di Geova l'anima è la persona in sé stessa e non sopravvive alla morte, perché sarebbe mortale; lo spirito invece non cessa di esistere alla morte, poiché non deriva dalla persona, non le appartiene, ma è energia vitale che Geova ha concesso e che torna a Lui.
Tale posizione ha suscitato perplessità presso la maggior parte delle altre confessioni cristiane, perché giudicata in contrasto con le Sacre Scritture.

### Rifiuto delle trasfusioni di sangue
Rifacendosi alla Bibbia i testimoni ritengono, dal 1961, che le trasfusioni di sangue costituiscano una grave violazione dottrinale motivo di disassociazione, ovverosia di espulsione del membro della congregazione che vi ricorra.
Tale divieto è valido anche per i bambini.
Tale posizione è fatta discendere dal divieto divino imposto a Noè, che dimostrerebbe la validità per tutta l'umanità, di cibarsi del sangue, santo poiché in esso è la vita; divieto confermato per i Cristiani dal cosiddetto Concilio di Gerusalemme menzionato successivamente; 
Viceversa i testimoni hanno esteso l'obbligo di astenersi dal sangue animale  all'umano, il che li ha portati estensivamente a considerare le trasfusioni un atto di disprezzo del sangue di Cristo e, dunque, di Dio e della fede.
Il divieto di ricorrere a trasfusioni vale anche per i singoli componenti del sangue, ma è lasciata libera la scelta di assumere o meno gli emoderivati, come ad esempio l'albumina.
Considerano accettabili terapie trasfusionali con sostanze diverse dal sangue quali, ad esempio, il Ringer lattato o il Plasma expander.
Nel tentativo di soddisfare comunque le esigenze trasfusionali di pazienti testimoni di Geova, la cui congregazione ha cercato la cooperazione dei medici in tal senso, sono stati sviluppati protocolli terapeutici alternativi alle emotrasfusioni; ad esempio in Italia è stata introdotta la possibilità di scelta di trattamenti alternativi come il recupero intraoperatorio
, la macchina cuore-polmone e l'emodiluizione.
La giurisprudenza italiana ha affermato che il diritto all'autodeterminazione è un diritto assoluto di libertà e pertanto il dissenso a una terapia medica espresso anticipatamente da un paziente deve essere rispettato, anche qualora questi versi in pericolo di vita, così legittimando il rifiuto in oggetto anche in osservanza a specifiche norme.

### Mutamenti dottrinali radicali
Varie critiche sono state espresse nei confronti di mutamenti notevoli di posizione su vari argomenti verificatisi entro il movimento.
Günter Pape, nel suo libro Io ero Testimone di Geova, dopo aver analizzato le pubblicazioni letterarie dei precedenti presidenti della congregazione, ha scritto:
(Günter Pape.)
Un esempio di mutamento dottrinale si ha nel festeggiamento del Natale: dichiarato "di origine pagana" da J. F. Rutherford nel 1927, la sua celebrazione fu proibita nel 1928.
Altri mutamenti dottrinali che hanno suscitato controversie sono quelli legati al millenarismo.

### Millenarismo: la data della fine del mondo

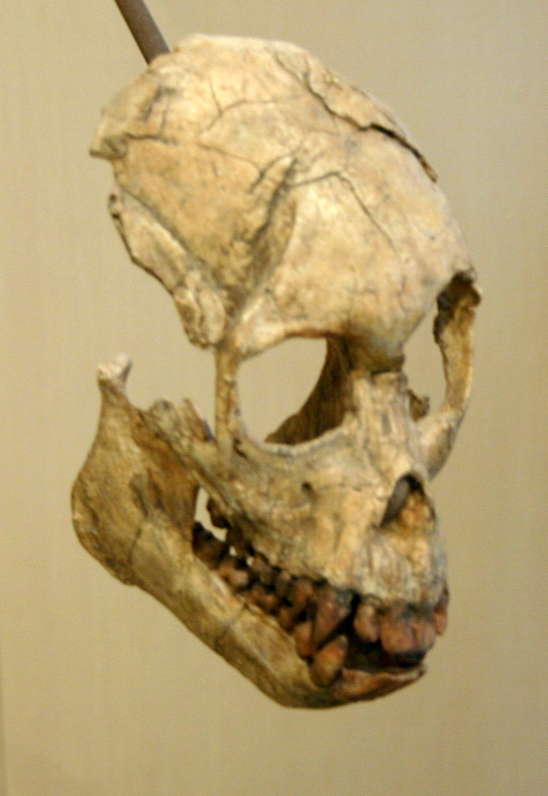
Cranio di un esemplare subadulto femmina di Proconsul heseloni, primate della famiglia Proconsulidae risalente a 17-18,5 milioni di anni fa.

Le pubblicazioni dei testimoni hanno spesso parlato di "fine del mondo", intesa come realizzazione del Regno di Dio in Terra, creando allarme sociale.
Russell era convinto, sulla base di calcoli numerici che traevano fondamento dall'interpretazione della Bibbia, che il tempo della fine fosse incominciato nel 1799, che il ritorno invisibile di Gesù Cristo fosse incominciato nel 1874 e che la fine del mondo sarebbe avvenuta nel 1914.
Non essendo avvenuto quanto previsto, la data venne posticipata, in base a calcoli rivisti, al 1918.
Nel 1920 Rutherford, assurto nel 1916 a guida del movimento dopo la morte di Russell, sostenne che nel 1925 sarebbero tornati sulla terra i patriarchi dell'antichità, per ospitare i quali venne predisposta la villa di Beth Sarim (dall'ebraico "Casa dei Principi"). Ma Abramo, Isacco e Giacobbe non risuscitarono nel 1925. Nel 1980, l'Annuario cita una Watchtower del 1926 che giustificava il fallimento semplicemente come "un'opinione espressa". In primo luogo, tale affermazione è inaccurata, infatti dal 1918 al 1925 il messaggio principale della Torre di Guardia era che il nuovo sistema avrebbe avuto inizio nel 1925, con una serie di conferenze e l'opuscolo intitolato "Milioni ora viventi non moriranno mai". Il messaggio era così efficace che, dopo le previsioni del 1925, non furono organizzate presenze commemorative scese da 90 434 nel 1925 a solo 17 380 nel 1928.
Rivelatasi erronea la previsione del 1925, la data venne ulteriormente posticipata al 1932.  Il 1975, anche se riportata come termine dei seimila anni dalla creazione di Adamo ed erroneamente interpretata da alcuni, non è mai apparsa su una pubblicazione dei Testimoni quale data del termine del sistema di cose o fine del mondo.
Nel febbraio del 1918, Rutherford tenne una conferenza pubblica attestando "Il mondo è finito: milioni di persone ora viventi non potranno mai morire!" Nel marzo del 1918, il titolo fu cambiato con un termine più avvincente "Il mondo è finito: milioni di persone ora viventi non moriranno mai".
I Testimoni credevano che nel 1878 Gesù abbia incominciato a regnare come re del celeste governo di Dio in attesa della "fine del sistema di cose", non distante nel tempo, ma di cui non si può prevedere la data precisa.

### Evoluzione e creazionismo
Le pubblicazioni della Torre di Guardia respingono la teoria dell'evoluzione in favore della creazione divina, pur affermando di non essere d'accordo con la teoria creazionista.
Le obiezioni che la porta contro l'evoluzionismo sono quelle tipiche dei movimenti creazionisti.
La pubblicazione del 1985 titolata Come ha avuto origine la vita? Per evoluzione o per creazione? è stata criticata per il forte risalto dato a Francis Hitching (scrittore e fautore di molte teorie pseudoscientifiche) presentato come se fosse uno scienziato evoluzionista.

### Caduta di Gerusalemme
I Testimoni di Geova affermano che Gerusalemme sia stata distrutta dai Babilonesi nel 607 a.C. e completamente disabitata per settant'anni esatti. Questa data è fondamentale per la loro interpretazione dell'ottobre 1914 come data della venuta di Cristo sulla terra, 2520 anni dopo l'ottobre del 607 a.C. secondo la loro esegesi di un passaggio di Daniele. Nessuna fonte al di fuori dei Testimoni di Geova sostiene il 607 a.C. come data di questo evento, collocando la distruzione di Gerusalemme entro un anno dal 587 a.C., ovvero vent'anni dopo. I Testimoni di Geova ritengono che i periodi di settant'anni menzionati nei libri di Geremia e Daniele si riferiscano all'esilio babilonese degli Ebrei, mentre altri ritengono che il riferimento a quei settanta anni possa essere settanta anni di dominio per Babilonia. Credono inoltre che il raduno degli ebrei a Gerusalemme, poco dopo il loro ritorno da Babilonia, abbia posto ufficialmente fine all'esilio nel mese ebraico di Tishrei. Secondo la Watch Tower Society, l'ottobre del 607 a.C. si ricava contando a ritroso settant'anni da Tishrei del 537 a.C., basandosi sull'affermazione che il decreto di Ciro di liberare gli Ebrei durante il suo primo anno di regno "potrebbe essere stato fatto alla fine del 538 a.C. o prima del 4-5 marzo 537 a.C.". Fonti secolari assegnano invece il ritorno al 538 a.C. o al 537 a.C.
In "I tempi gentili riconsiderati: Chronology & Christ's Return", Carl O. Jonsson, presenta diverse prove a sostegno della visione tradizionale della cronologia neobabilonese e contro, invece, le tesi sostenute dai Testimoni di Geova. La Watch Tower Society sostiene che la cronologia biblica non sia sempre compatibile con le fonti secolari e che la Bibbia sia superiore. Scredita inoltre le conclusioni degli storici secolari riguardo la datazione del 587 a.C. asserendo che queste conclusioni si basano su documenti storici errati o incoerenti, ma accetta nondimeno le fonti che identificano la cattura di Babilonia da parte di Ciro nel 539 a.C., sostenendo che questa non ha prove di essere incoerente e quindi può essere usata come data di riferimento.
Mentre era un membro dei Testimoni di Geova, Rolf Furuli, ex docente di lingue semitiche norvegese, ha presentato uno studio sul 607 a.C. a sostegno delle conclusioni dei Testimoni di Geova intitolato "Assyrian, Babylonian, Egyptian, and Persian Chronology Compared with the Chronology of the Bible, Volume 1: Persian Chronology and the Length of the Babylonian Exile of the Jews" (Cronologia assira, babilonese, egiziana e persiana confrontata con la cronologia della Bibbia, volume 1: Cronologia persiana e durata dell'esilio babilonese degli Ebrei). Lester L. Grabbe, professore di Bibbia ebraica e primo giudaismo presso l'Università di Hull, ha detto a proposito dello studio di Furuli: "Ancora una volta abbiamo un dilettante che vuole riscrivere il sapere... Furuli mostra di non aver messo alla prova le sue teorie sottoponendole a specialisti dell'astronomia mesopotamica e della storia persiana" (nel 2020, Furuli è stato allontanato dai Testimoni di Geova per divergenze sulla dirigenza della setta).
Le posizioni relative della luna, delle stelle e dei pianeti indicate nei diari astronomici babilonesi VAT 4956 sono utilizzate dagli storici per stabilire il 568 a.C. come trentasettesimo anno di regno di Nabucodonosor e quindi per datare poi la caduta di Gerusalemme nell'anno 587 a.C. La Watch Tower Society sostiene che ricercatori senza nome hanno detto che le posizioni della luna e delle stelle sulla tavoletta sono invece coerenti con i calcoli astronomici per il 588 a.C.; la Società sostiene che i pianeti menzionati nella tavoletta non possono essere chiaramente identificati. Articoli della Watch Tower Society citano David Brown che afferma che "alcuni dei segni per i nomi dei pianeti e le loro posizioni non sono chiari". Tuttavia, Brown indica che anche i Babilonesi avevano nomi unici per i pianeti conosciuti e quello sarebbe il motivo per cui risulterebbero "poco chiari", Jonsson conferma che i nomi unici sono quelli usati nel VAT 4956.